# Bakerella grisea
Bakerella grisea är en tvåhjärtbladig växtart som först beskrevs av Scott Elliot, och fick sitt nu gällande namn av Simone Balle. Bakerella grisea ingår i släktet Bakerella och familjen Loranthaceae. Utöver nominatformen finns också underarten B. g. alata.